# Александровський Михайло Костянтинович
Миха́йло Костянти́нович Александро́вський (справжнє ім'я Федір Лазаревич Юкельзон, 1898 — 15 листопада 1937) — діяч радянських спецслужб, старший майор держбезпеки (1935), кат українського народу.

## Біографія
Народився 1898 року у селі Волошки Рівненського повіту Волинської губернії (за іншими даними — 1890  року у м. Рівне) в родині службовця. Служив канцеляристом у Земському союзі і в санітарно-технічних та епідемічних загонах, у травні 1917 вступив в РСДРП(б), більшовик. Вів підпільну роботу в Києві та Рівному, був арештований німецькими окупаційними властями. Під час війни проти України командував партизанським загоном в Україні, в тилу петлюрівських військ. З 1919 — у Рівному: повітовий комісар юстиції, начальник судово-карного розшуку, член повітової ЧК, потім на політроботі в РСЧА. Після заняття Києва денікінцями працював у підпіллі. У 1919-20 — воєнком окремого полку.
У травні 1920 року переведений в органи ВЧК, уповноважений з інформації Особливого відділу 12-ї армії. Брав участь у розгромі військ Б. Савінкова, С. Булак-Балаховича. У вересні-жовтні 1922 року начальник, потім заступник начальника Економічного управління ДПУ УРСР. У 1925—1930 роках начальник Запорізького окружного відділу ДПУ, з 1931 року начальник 5-го відділення Особливого відділу ОДПУ СРСР.
1932 року знову переведений в ГПУ України: помічник начальника, 1933 року — начальник Секретно-політичного відділу і того ж року начальник Особливого відділу. У 1936—1937 роках начальник 3-го (контррозвідувального) відділу ГУДБ НКВС України. Керував проведенням масових репресій у військах Українського військового округу. З 11 січня 1937 року заступник начальника 4-го (розвідувального) управління Генштабу РСЧА, змінив на цій посаді Артура Артузова.
Нагороджений двома орденами Червоного Прапора і Червоної Зірки, знаком «Почесний працівник ВЧК-ГПУ».
8 липня 1937 року заарештований, Військовою колегією Верховного суду СеРиСеРи засуджений до вищої міри покарання. Розстріляний 15 листопада 1937 року.